# Côte de Saint-Nicolas
La côte de Saint-Nicolas est une côte de 1 420 m d'une moyenne de 7,6 % qui se situe dans la ville de Saint-Nicolas, dans la province de Liège, en Belgique. Elle est présente sur le parcours de la course cycliste Liège-Bastogne-Liège entre 1998 et 2018 et fait office de juge de paix en étant la dernière grosse difficulté. En 2019, elle est retirée du parcours en raison de la délocalisation de l'arrivée de Ans à Liège.
Elle est surnommée « La Côte des Italiens » en raison de la présence de nombreux drapeaux italiens lors du passage des coureurs. Cette multitude de drapeaux s'expliquant par la présence de nombreux immigrés italiens et de leurs descendants dans cette commune.  

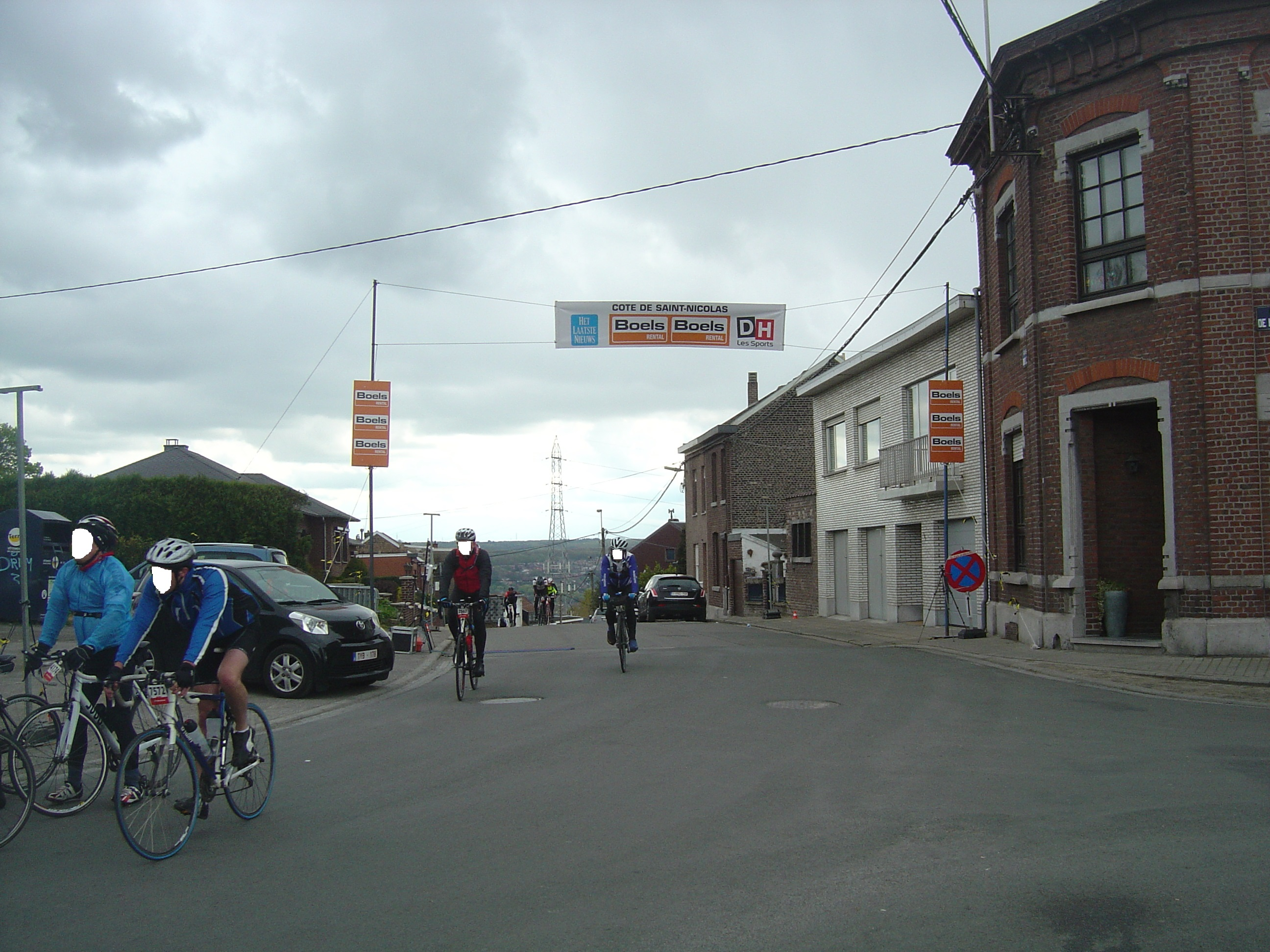
Sommet de la côte de Saint-Nicolas sur Liège-Bastogne-Liège Challenge 2016.

## Caractéristiques
- Départ : 69 m
- Altitude : 173 m
- Dénivellation : 102 m
- Longueur : 1,42 km
- Pente moyenne : 7,6 %
- Pente maximale : 13 %